# Consortium de la société civile anglophone du Cameroun
Das Consortium de la société civile anglophone du Cameroun (CSCAC, englisch Cameroon Anglophone Civil Society Consortium, CACSC, dt.: „Unternehmenszusammenschluss der anglophonen Zivilgesellschaft Kameruns“) ist eine föderalistische Politische Bewegung in Kamerun.

## Geschichte
Das CSCAC ist ein Zusammenschluss von Syndikaten von Rechtsanwälten und Lehrern der anglophonen Regionen Kameruns. Es wehrt sich gegen Aktionen, die als Bedrohung für das Englische als Amtssprache und die Anwendung des Common Law in diesen Regionen wahrgenommen werden. Es wurde gegründet, weil das Französische in Schulen und im öffentlichen Raum der anglophonen Regionen immer stärker bevorzugt wurde.
Am 6. Oktober 2016 begann mit einem Streik eine Reihe von Demonstrationen 2016–2017, zunächst mit friedlichen Demonstrationen in Limbé, Buea und Bamenda. Die kamerunische Regierung reagierte gewaltsam auf diese Bewegung. Innerhalb einer Woche wurden mehr als 100 Demonstranten und Aktivisten festgenommen und sechs Menschen getötet.
Im Januar 2017 richtete die Regierung ein Komitee unter der Leitung von Tassang Wilfred ein, um einen Dialog mit den CSCAC-Mitgliedern zu beginnen. Bei der ersten Sitzung lehnte der CSCAC den Dialog ab, solange die Regierung nicht alle verhafteten Aktivisten freiließ. Erneute Verhaftungen führten zu weiteren Verurteilungen durch die Mitglieder des Konsortiums. Der CSCAC präsentierte ein Projekt zur Schaffung eines Bundesstaates mit Autonomie für die englischsprachigen Regionen.
Im Gegenzug wurden am 17. Januar 2017 das CSCAC und der Nationalrat Südkameruns (Conseil national du Cameroun méridional) als Bedrohung der Einheit Kameruns eingestuft und per Ministerialerlass (décret ministériel) von Minister René Sadi verboten. Einige Tage später wurden die Anführer des CSCAC, Felix Agbor Balla und Fontem Neba, inhaftiert.
Einige Mitglieder des CSCAC verbrachten mehrere Monate in Haft, während andere das Land verließen. Manche Mitglieder radikalisierten sich und unterstützen die Unabhängigkeit der anglophonen Regionen Kameruns. Mit der Entladung der anglophonen Krise in Kamerun im September 2017 verlor der Föderalismus die Unterstützung der anglophonen Milizen. 
Erst im Mai 2019 erklärte die Regierung, dass sie bereit sei, über Föderalismus zu verhandeln.